# Zaguir Ismaguilov
Zaguir Garipovitch Ismaguilov (en russe : Загир Гарипович Исмагилов ; en bachkir : Заһир Ғариф улы Исмәғилев, Zahir Ğarif ulı İsmäğilev) est un compositeur bachkir, né le 26 décembre 1916 dans le village de Verkhné-Serménévo en Bachkirie et mort en 2003 à Oufa.

## Biographie

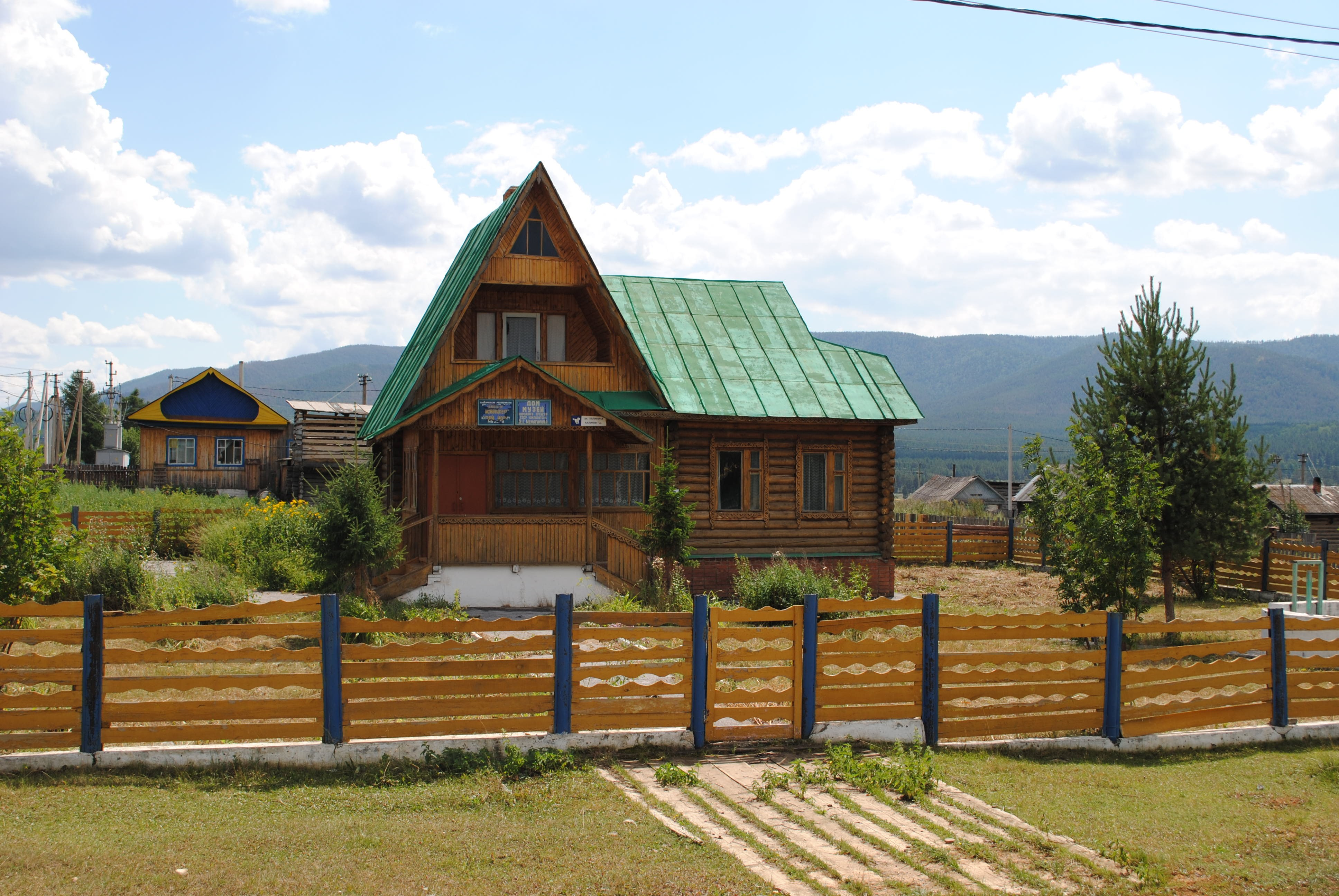
Musée Zaguir Ismaguilov dans son village natal.

Fils de bûcheron, Zaguir Ismaguilov naît le 26 décembre 1916 (8 janvier 1917 dans le calendrier grégorien) dans le village de Verkhné-Serménévo en Bachkirie. Dès l'enfance, il est passionné de musique et joue du quray (flûte bachkire).
À Oufa, il intègre tout d'abord l'École des techniques du bois jusqu'à ce qu'Arslan Moubariakov l'invite à jouer du quray chaque soir au théâtre dramatique. Cela lui permet, le jour, d'étudier dans un studio de musique de la ville. En 1936, il est diplômé par le théâtre et part au conservatoire Tchaïkovski de Moscou. Pendant la Grande guerre patriotique, il participe à des concerts pour l'armée et écrit des chansons patriotes. 
Il compose plusieurs opéras : Salavat Ioulaïev (1955 - basé sur la vie du héros national du même nom), Chaoura (1963), Goulzifa (1967), Les Vagues d'Aguidel’ (1972), Les Ambassadeurs des monts Oural (1982 - poème épique racontant la réunification des Russes et des Bachkirs), Akmoulla (1988). Il est aussi auteur d'opérettes (Belles-sœurs en 1959, Almakaï en 1990), de chansons, des compositions instrumentales symphoniques, de musiques de chambre et de musiques d'accompagnement pour des pièces de théâtre. Sa musique est emblématique de la culture bachkire.
Il est organisateur de compétitions musicales et enseignant. Il devient député au Soviet suprême de Bachkirie avant d'en être élu président. Il est secrétaire de l'Union des compositeurs soviétiques et président de l'Union des compositeurs bachkirs.
Il meurt en 2003 à Oufa des suites d'une longue maladie. Il y est enterré dans le cimetière musulman. À Oufa, l'Académie des arts porte son nom et un monument lui est dédié devant l'opéra.

## Distinctions
Zaguir Ismaguilov a été décoré de nombreuses distinctions soviétiques :
- Artiste du peuple de la RSFSR (1955)
- Prix d'État Glinka de la RSFSR
- Artiste du peuple de l'URSS (1982)
- Prix Salavat-Ioulaïev
- Ordre de Lénine
- Ordre du Drapeau rouge du Travail
- Ordre du Mérite pour la Patrie
- Ordre de l'Insigne d'honneur
- Ordre de l'Amitié des peuples
- Citoyen d'honneur de la ville d'Oufa